# 藤田直哉
藤田 直哉（ふじた なおや、1983年5月15日 - ）は、日本のSF・文芸評論家。日本映画大学准教授。学位は博士（学術）（東京工業大学・2014年）。

## 略歴
北海道札幌市生まれ。北嶺高等学校中退後、大検を経て早稲田大学第一文学部（文芸専修）に入学。
2003年、早稲田映画まつり入選。2014年東京工業大学大学院社会理工学研究科価値システム専攻修了、「筒井康隆「超虚構理論」の生成と発展」で博士（学術）。
2008年2月、スティーヴン・キング『ダーク・タワー』を論じた「消失点、暗黒の塔――『暗黒の塔』第5部、6部、7部を検討する」で第3回日本SF評論賞選考委員特別賞を受賞。2008年3月から2009年8月にかけて行われた『東浩紀のゼロアカ道場』に参加。2013年7月、『情況別冊 思想理論編 第2号』（2013年6月号別冊、情況出版）に「ゼロ年代批評の政治旋回――東浩紀論」発表。2014年4月、『虚構内存在――筒井康隆と〈新しい《生》の次元〉』（2013年2月、作品社）にて第67回日本推理作家協会賞評論その他部門最終候補。
2016年5月、一田和樹、遊井かなめ、七瀬晶、千澤のり子との共著『サイバーミステリ宣言！』（2015年、KADOKAWA）にて第16回本格ミステリ大賞評論・研究部門候補。2018年、田中功起の連載「田中功起 質問する」で往復書簡を交わす。2019年4月、震災文芸誌『ららほら』を創刊。
2019年、『娯楽としての炎上――ポスト・トゥルース時代のミステリ』（南雲堂、2018年9月）にて第72回日本推理作家協会賞評論・研究部門最終候補、第19回本格ミステリ大賞評論・研究部門賞最終候補。

## 著作

### 単著
- 『虚構内存在――筒井康隆と〈新しい《生》の次元〉』作品社、2013年1月
- 『シン・ゴジラ論』作品社、2016年12月
- 『新世紀ゾンビ論――ゾンビとは、あなたであり、わたしである』筑摩書房、2017年3月
- 『娯楽としての炎上――ポスト・トゥルース時代のミステリ』南雲堂、2018年9月
- 『シン・エヴァンゲリオン論』河出書房新社、2021年6月
- 『攻殻機動隊論』作品社、2021年12月
- 『新海誠論』作品社、2022年10月
- 『ゲームが教える世界の論点』集英社新書、2023年1月
- 『現代ネット政治＝文化論』作品社、2024年6月
- 『攻殻機動隊論　新版_2025』作品社、2025年5月
- 『宮﨑駿の「罪」と「祈り」　アニミズムで読み解くジブリ作品史』blueprint、2025年6月
- 『ゲーム作家小島秀夫論　エスピオナージュ・オペラ』作品社、2025年7月

### 共著・編著
- 『社会は存在しない：セカイ系文化論』南雲堂、2009年、共著
- 『サブカルチャー戦争：「セカイ系」から「世界内戦」へ』南雲堂、2010年、共著
- 『3・11の未来：日本・SF・想像力』作品社、2011年、共編著
- 『ゼロ年代＋の映画：リアル、フェイク、ガチ、コスプレ』河出書房新社、2011年、共著
- 『floting view：郊外からうまれるアート』トポフィル、2011年、共著
- 『21世紀探偵小説：ポスト新本格と論理の崩壊』南雲堂、2012年、共著
- 『ポストヒューマニティーズ 伊藤計劃以後のSF』南雲堂、2013年、共編著
- 『Fate/Plus 虚淵玄 Lives 〜解析読本』河出書房新社、2014年、共著
- 『文化亡国論』響文社、2015年、笠井潔との対談
- 『蘇る伊藤計劃』宝島社、2015年、共著
- 『サイバーミステリ宣言！』角川書店、2015年、共著
- 『ビジュアル・コミュニケーション 動画時代の文化批評』南雲堂、2015年、共著
- 『創造元年１９６８』作品社、2016年。笠井潔、押井守の対談。司会、注釈。

- 『地域アート 美学／制度／日本』堀之内出版、2016年、編著
- 『東日本大震災後文学論』（限界研）南雲堂、2017年、共編著
- 『プレイヤーはどこへ行くのか――デジタルゲームへの批評的接近』（限界研）南雲堂、2018年、共著
- 『ららほら』響文社、2019年、編著
- 『百田尚樹をぜんぶ読む』集英社、2020年、杉田俊介との対談
- 『ららほら2 震災後文学を語る』双子のライオン堂書店、2022年、編著
- 『日本の大衆文化はなぜ「終末」を描くのか――漫画、アニメ、音楽に観る「世界の終わり」』Pヴァイン、2024年、監修、編著

## 受賞歴
- 「消失点、暗黒の塔――『暗黒の塔』第5部、6部、7部を検討する」にて、第3回日本SF評論賞選考委員特別賞